# Murs (Vaucluse)
Murs [myːʀs] (Murs en Provence) ist eine französische Gemeinde mit 390 Einwohnern (Stand 1. Januar 2022) im Département Vaucluse in der Region Provence-Alpes-Côte d’Azur.

## Geografie
Das Dorf liegt an den Hängen der Monts de Vaucluse an der Wegkreuzung der Straßen von Gordes nach Sault und von Venasque nach Apt. Der Ortskern befindet sich in einer mittleren Höhe von 500 m über dem Meeresspiegel.
Murs ist acht Kilometer von Gordes und 17 Kilometer von Apt entfernt und ist Teil des durch Kalksteinböden und Eichenwälder geprägten Regionalen Naturparks Luberon. Er gehört zum Weinbaugebiet Côtes du Ventoux, dessen Herkunftsbezeichnung durch die Appellation d’Origine Contrôlée (AOC) geschützt ist.
Nachbargemeinden sind (von Osten im Uhrzeigersinn): Lioux, Joucas, Gordes, Venasque und Methamis.

## Bevölkerungsentwicklung
| Jahr      | 1962 | 1968 | 1975 | 1982 | 1990 | 1999 | 2007 | 2012 |
| Einwohner | 263  | 277  | 306  | 334  | 391  | 415  | 425  | 410  |

## Geschichte
Der Ort ist seit dem mittleren Paläolithikum besiedelt. Im Neolithikum wurde hier Feuerstein gewonnen. Um 750 v. Chr. siedelten hier Ligurer und errichteten ein Oppidum auf dem Hügel von Murs. Die Siedlung entwickelte sich zu einem Verkehrsknotenpunkt, an dem die Römer ein Castrum errichteten. Dort setzten sich seit dem 5. Jahrhundert zunächst Burgunden, dann Franken fest. Seit 1004 war der Ort im Besitz der Familie Agoult, die hier seit dem 12. Jahrhundert eine Burg errichtete. 1462 übernahm die Familie Astouaud die Burg und baute sie aus.
Im Mittelalter war Murs eine Zufluchtsort der Waldenser, von denen viele 1545 einem Massaker zum Opfer fielen. Im 16. Jahrhundert wurden mehrere Wassermühlen errichtet, die bis zum Ende des 19. Jahrhunderts in Betrieb blieben. Zwischen 1600 und 1680 entstanden die meisten der zumindest in den Grundmauern heute noch bestehenden Bauwerke.
1720 brach in der Provence die Pest aus. Um das nördlich gelegene päpstliche Comtat Venaissin zu schützen, wurde eine 25 Kilometer lange Pestmauer errichtet. Murs war damals das letzte Dorf der Provence vor der Mauer. Seine Bewohner wurden von der Mauer im Norden und der von Süden kommenden Pestepidemie eingeschlossen. Die Männer von Murs konnten nicht fliehen und beschlossen, die Geißel der Pest zu bekämpfen. Bewaffnete Männer wurden am 8. Oktober 1720 nach Apt geschickt. Aber diese Anstrengungen waren vergebens und am 17. November wurde das naheliegende Dorf Roussillon Opfer der Epidemie. Angesichts der Flucht der Bewohner nach Murs waren die Tore des Dorfes Tag und Nacht geschlossen und wurden bewacht. Im Juni 1721 kam die Pest sogar noch näher und erreichte Joucas.
Im 19. Jahrhundert wurden die Wälder durch die Gewinnung von Holzkohle dezimiert. Um 1870 erreichte die Bevölkerung ein Maximum mit etwa 700 Einwohnern, danach schrumpfte sie. Heute ist neben der Landwirtschaft der Tourismus ein wichtiger Wirtschaftsfaktor.

## Sehenswürdigkeiten
- Spätmittelalterliche Burg, größtenteils aus dem 15. Jahrhundert (heute in Privatbesitz)
- romanische Kirche Saint-Loup aus dem 12. Jahrhundert
- Kapelle Notre-Dame du Salut aus dem Jahre 1625
- Geburtshaus des Feldherren von König Heinrich IV., Louis des Balbes de Berton de Crillon (1541–1615), auch Crillon genannt, erbaut im 13. Jahrhundert
- Überreste der Pestmauer von 1721
- Moulins de la Véroncle (Beispiel der Wasserkraftnutzung vom 15. bis 19. Jahrhundert)
- Grotten von Bérigoule

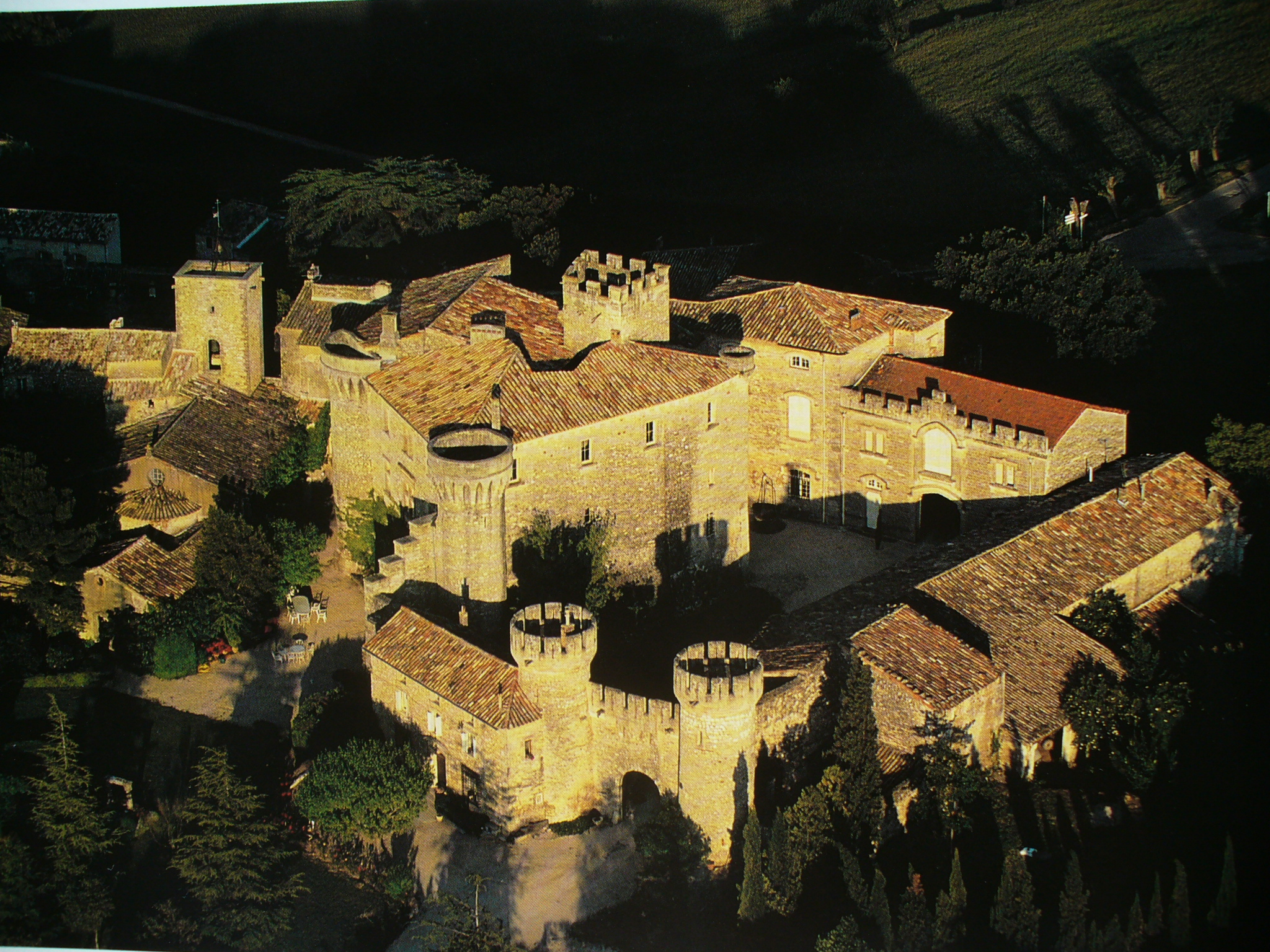
Burg
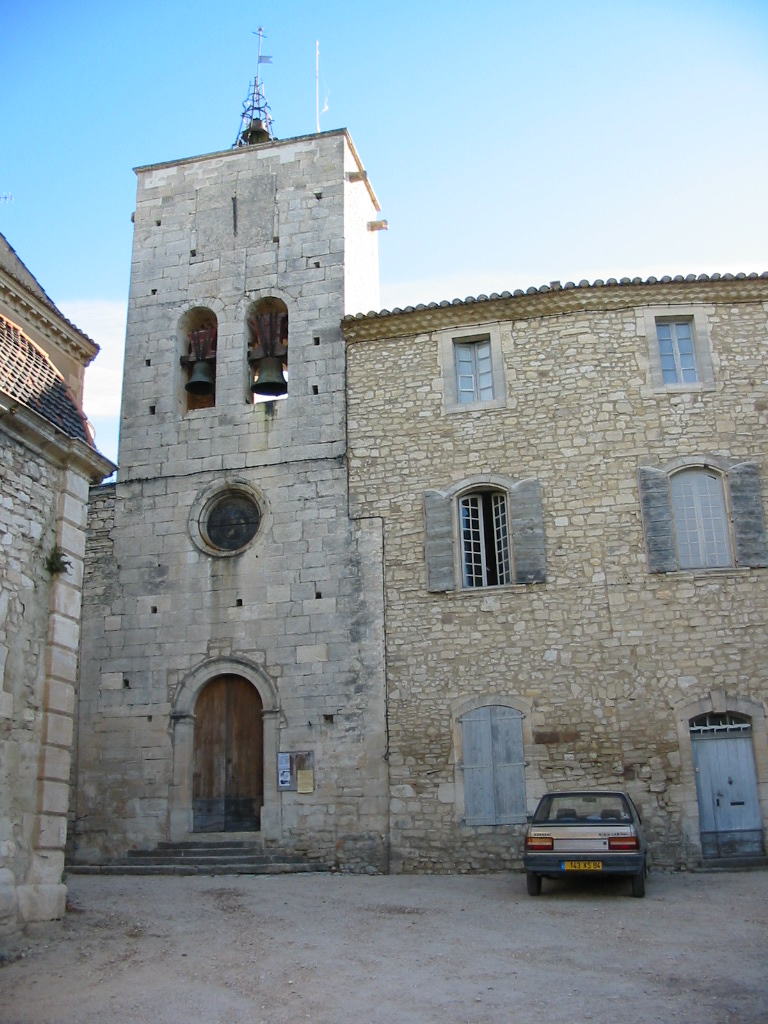
Romanische Kirche
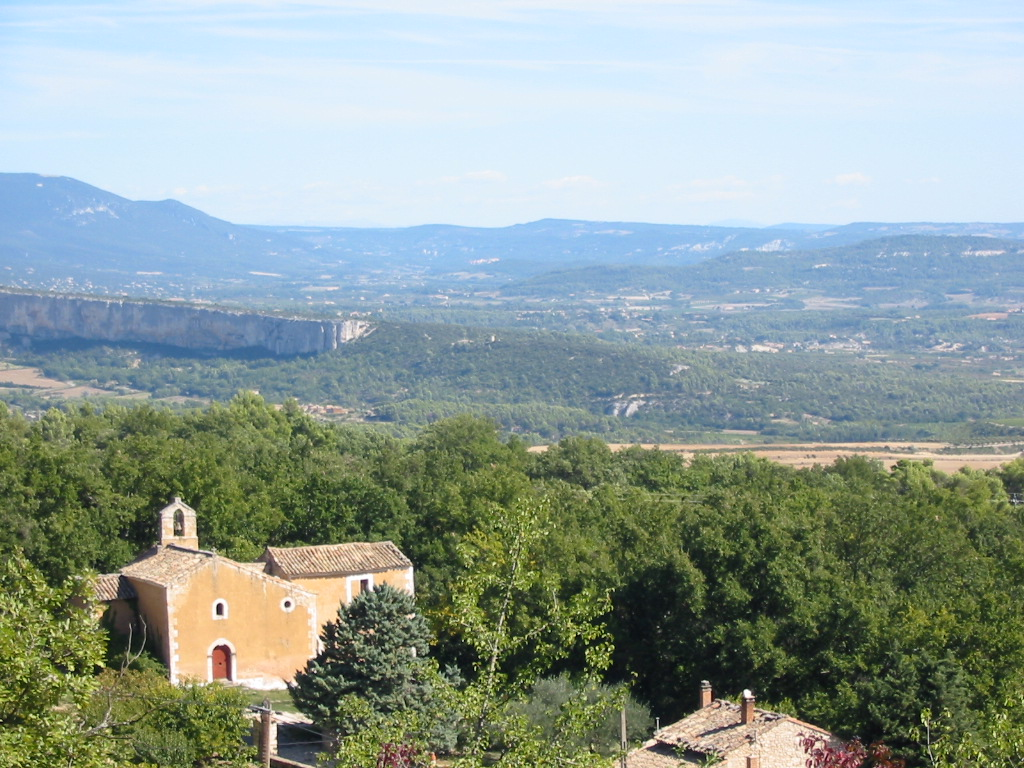
Kapelle Notre-Dame du Salut
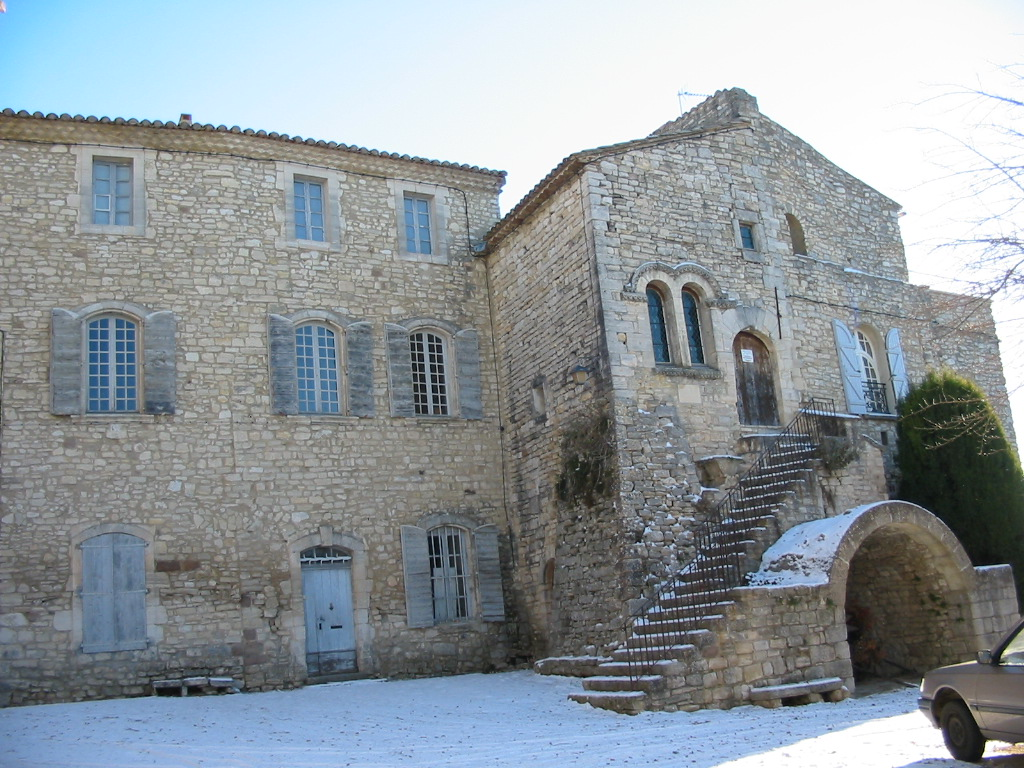
Geburtshaus des Louis de Balbes de Berton de Crillon